# رابطة الآباء والمعلمين

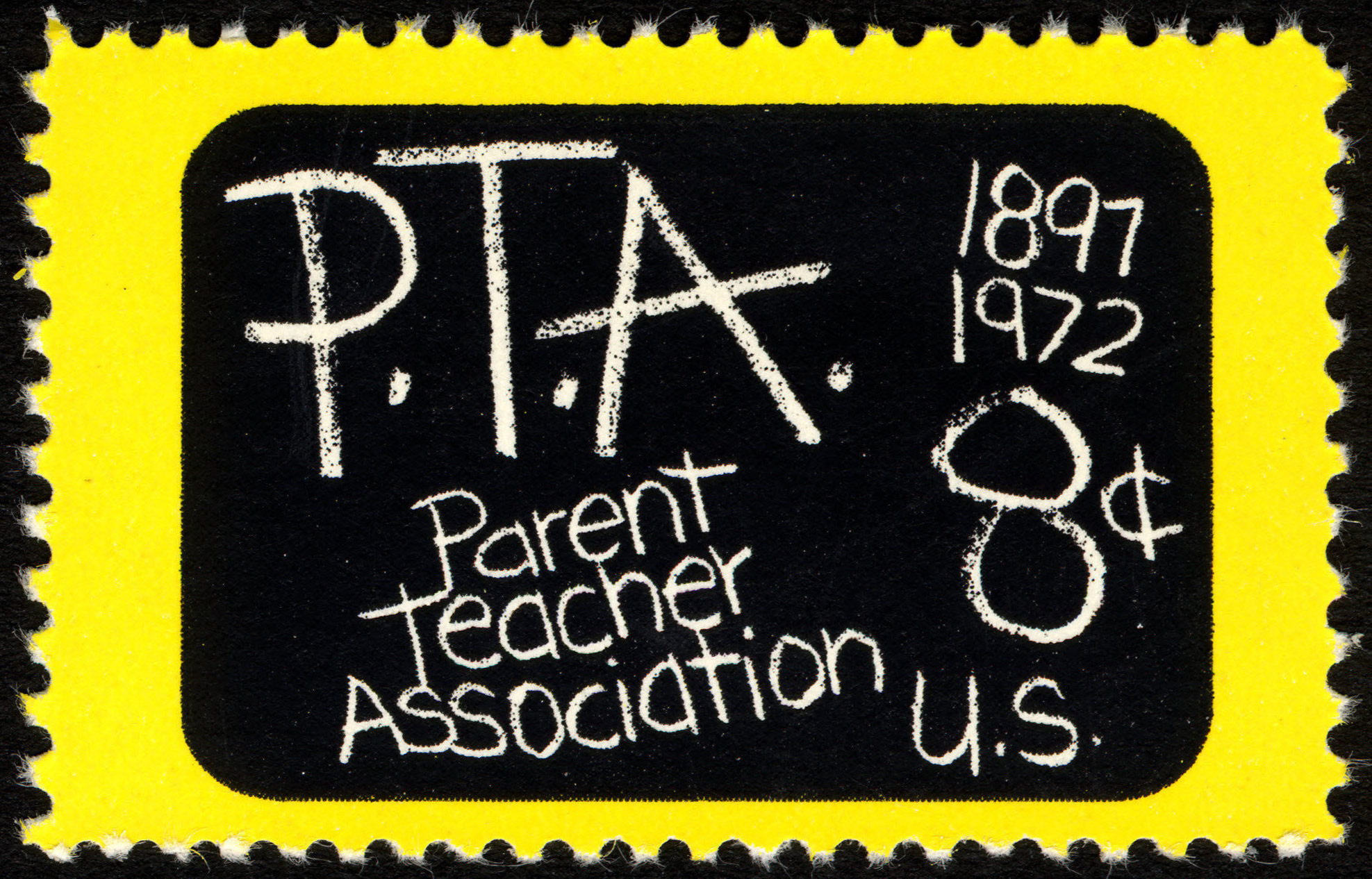
لأمير سعد عوده سعد العتيق

تُعد رابطة الآباء والمعلمين بالولايات المتحدة مؤسسة رسمية تشتمل على آباء ومعلمين وموظفين، وتهدف إلى تسهيل مشاركة الآباء سواء في المدارس العامة أوالخاصة. إن معظم مدارس الكى 8 (المدارس التي تبدأ من روضة الأطفال وحتى الصف الثامن) في الولايات المتحدة لديها رابطة آباء ومعلمين، ومؤسسة الآباء والمعلمين، أو مؤسسة محلية معادلة. وتوجد هذه المنظمات أيضا (وإن كانت بنسبة أقل) في المدارس الثانوية ودور الحضانة. وعلى الصعيد المحلي، فإن الهدف من كل حماعات الآباء والمعلمين هو دعم مدارسهم، وتشجيع مشاركة الوالدين، ودعم المعلمين، وتنظيم المناسبات العائلية.
إن رابطة الآباء والمعلمين المحلية منظمة غير ربحية، تأسست عام 1897، بعضوية مفتوحة لأى شخص يؤمن بمهمة وأهداف رابطة اللآباء والمعلمين. وقد عقدت أليس ماك ليلِن بيرنى أول اجتماع في ماريتا، جورجيا بمدرسة ماريتا الثانوية. ومع التحاق أي شخص بأى من روابط الآباء والمعلمين المحلية، يُصبح عضواً في كلاً من رابطة الآباء والمعلمين الدولية والمحلية، إلا أن عدد أعضاء رابطة الآباء والمعلمين- بما في ذلك عدد الوحدات التابعة وعدد الأعضاء الفُرادى- أخذ في التناقص منذ عدة عقود. وقد تفاخرت المجوعة بانضمام أكثر من 12 مليون فرد لغضويتها في أواخر ستينينات القرن العشرين، اما اليوم فيقل عدد الأعضاء عن 5,5 مليون عضو.
وفى 28 يونيو، أصبح تشاك سيلورز أول الرؤساء الذكور للجماعة التي يبلغ عمرها 113 عاماً. وكما يقول سيلورز، فإنيمثل الرجال خوالى 10% من نسبة الجماعة بعد أن كان كل أعشائها ما الإناث.
هم من الرجال.
إن الجماعات التي تسير على نهج الاختصار، بى تى ايه (الحروف الإنجليزية الأولى من «رابطة الآباء والمعلمين»)، تُعد جزئاً من رابطة الآباء والمعلمين الدولية غير الربحية، التي يبلغ عمرها قرناً من الزمان، ومقرها شيكاغو. وغالباً ما تُعرف الجماعات المحلية المستقلة التي تقوم بنفس الوظيفة ولكن لا تتبع أي من البنية الدولية أو المحلية لرابطة الآباء والمعلمين، غالباً ما تُعرف بمنظمات الآباء والمعلمين (بى تى أوز). كما يُستخدم أيضاً عدداً من الاختصارات. تُعد حوالى 25% من جماعات الآباء في الولايات المتحدة روابط آباء ومعلمين، في حين ان بقية الجماعات مستقلة. وهناك 25,000 منظمة محلية مُعترف بها من فبل رابطة الآباء والمعلمين المحلية بالولايات المتحدة.

## وصلات خارجية
- الاتحاد الوطني لروابط الآباء والمعلمين في المملكة المتحدة
- رابطة الآباء والمعلمين القومية بالولايات المتحدة